# دم صبح
دم صبح فیلمی به کارگردانی حمید رحمانیان و نویسندگی حمید رحمانیان، مهران کاشانی ساختهٔ سال ۱۳۸۴ است.
حسین یاری برای این فیلم موفق به دریافت جایزه بهترین بازیگر جشنواره فیلم مذهب امروز در ایتالیا شد.

## بازیگران
- حسین یاری
- آتش تقی‌پور
- مریم امیرجلالی
- هدا ناصح
- محمد شیری
- اصغر بیچاره
- بهروز شعیبی
- علی اصغر حیدری
- فرزاد حاتمیان
- ذبیح افشار
- محمدیار احمدی